# 豆焼川
豆焼川（まめやきがわ）は、埼玉県秩父市を流れる荒川水系の一級河川。豆焼沢とも称される。

## 概要
荒川支流である滝川最大の支流となっている。流路延長は5.0キロメートル、流域面積は9.8平方キロメートルである。破風山東側にある雁坂嶺（かりさかれい）の東側斜面に源を発し、中生代大滝層の硬砂岩や粘板岩を有する深いV字谷を刻みながら北東方向へ流れ、黒岩尾根末端に位置する滝川林道の八丁坂付近で滝川に合流する。流域は全て山地に属している。主に左岸側を国道140号が並行する。名前の由来は沢で遭難した旅人が豆を焼いて食べたことで一命を取り留めたという伝承による。
流路には滝川と同様に滝が多く、奥秩父を代表する沢登りスポットとなっている。2.5キロメートル程の流路の間には20の滝と25の淵があり、ゴゼ滝・ホチ滝・トオの滝などがあるほか、鍾乳洞「瀧谷洞」がある。昭和初期には原全教が「奥秩父」に豆焼川の紀行文を残している。

## 支流
- トウグリ沢[1]
- カラ沢
- モチ小屋沢

## 橋梁
- 豆焼橋[5]（国道140号）
- 雁坂大橋（国道140号） - 標高1080メートルの場所にあり、埼玉県内では最高所に架かる橋梁[6]。